# I-divisioona 1999/2000
Die Saison 1999/2000 war die 26. und letzte Spielzeit der I-divisioona, der zweithöchsten finnischen Eishockeyspielklasse. Kärpät Oulu, Vaasan Sport und Diskos Jyväskylä qualifizierten sich für die SM-liiga-Relegation, in der Kärpät Oulu den Aufstieg erreichte. Ahmat Hyvinkää und SaPKo Savonlinna stiegen in der Relegation in die dritte Liga ab. Zur Saison 2000/01 wurde die Liga durch die neu gegründete Mestis als zweithöchste finnische Spielklasse ersetzt.

## Modus
In der Hauptrunde absolvierte jede der zwölf Mannschaften insgesamt 48 Spiele. Der Erstplatzierte der Hauptrunde qualifizierte sich direkt für die SM-liiga-Relegation. Die Mannschaften auf den Plätzen 2 bis 9 bestritten zunächst Playoffs, deren beide Gewinner ebenfalls an der SM-liiga-Relegation teilnehmen durften. Die beiden Letztplatzierten mussten in der Relegation um den Klassenerhalt antreten. Für einen Sieg erhielt jede Mannschaft zwei Punkte, bei einem Unentschieden gab es einen Punkt und bei einer Niederlage null Punkte.

## Hauptrunde

### Tabelle
|     | Klub                    | Sp | S  | U | N  | Tore    | Punkte |
| --- | ----------------------- | -- | -- | - | -- | ------- | ------ |
| 1.  | Kärpät Oulu             | 48 | 42 | 3 | 3  | 285:91  | 87     |
| 2.  | Vaasan Sport            | 48 | 31 | 5 | 12 | 190:116 | 67     |
| 3.  | Diskos Jyväskylä        | 48 | 24 | 7 | 17 | 178:167 | 55     |
| 4.  | TuTo Hockey             | 48 | 26 | 3 | 19 | 152:151 | 55     |
| 5.  | JoKP Joensuu            | 48 | 23 | 6 | 19 | 166:153 | 52     |
| 6.  | KooKoo                  | 48 | 22 | 3 | 23 | 155:175 | 47     |
| 7.  | Hermes Kokkola          | 48 | 19 | 4 | 25 | 155:190 | 42     |
| 8.  | FPS Forssa              | 48 | 19 | 2 | 27 | 144:169 | 40     |
| 9.  | Jää-Kotkat Uusikaupunki | 48 | 19 | 1 | 28 | 144:192 | 39     |
| 10. | Haukat Järvenpää        | 48 | 18 | 1 | 29 | 134:177 | 37     |
| 11. | Ahmat Hyvinkää          | 48 | 17 | 2 | 29 | 154:185 | 36     |
| 12. | SaPKo Savonlinna        | 48 | 8  | 3 | 37 | 134:225 | 19     |

Sp = Spiele, S = Siege, U = Unentschieden, N = Niederlagen

## Playoffs

### Erste Runde
- Vaasan Sport – Jää-Kotkat Uusikaupunki 2:0 (3:1, 4:3)
- JoKP Joensuu – KooKoo 2:1 (2:0, 2:4, 5:2)
- Diskos Jyväskylä – FPS Forssa 2:1 (3:0, 2:7, 3:0)
- TuTo Hockey – Hermes Kokkola 2:1 (3:2, 0:1, 3:1)

### Zweite Runde
- Vaasan Sport – JoKP Joensuu 2:0 (5:1, 2:1)
- Diskos Jyväskylä – TuTo Hockey 2:1 (6:2, 3:7, 5:1)

## I-divisoona-Relegation
- Mikkelin Jukurit – SaPKo Savonlinna 3:2 (2:6, 1:6, 5:2, 4:1, 4:0)
- Ahmat Hyvinkää – Kiekko-Vantaa 1:3 (3:9, 9:2, 3:6, 2:6)